# Белгородка
Белгородка — упразднённое село в Немецком национальном районе Алтайского края.  Находилось на территории Кусакского сельсовета. Точная дата упразднения не установлена.

## География
Располагалось в 5 км к югу от села Гальбштадт.

## История
Основано в 1904 г. В 1928 г. деревня Белогородка состояла из 82 хозяйств, в составе Кетавегачского сельсовета Славгородского района Славгородского округа Сибирского края.

## Население
В 1928 году в деревне проживало 435 человек (215 мужчин и 220 женщин), основное население — русские.